# 레나타 크나피크미아즈가
레나타 바르바라 크나피크미아즈가(폴란드어: Renata Barbara Knapik-Miazga, 1988년 7월 15일~)는 폴란드의 펜싱 선수로 주 종목은 에페이다. 2024년 하계 올림픽에서 여자 에페 단체전 동메달을 획득했다.
결혼 전 이름은 레나타 바르바라 크나피크(폴란드어: Renata Barbara Knapik)이다.

## 수상

### 수훈
- 금빛 명예십자장(2024년)
- 은빛 명예십자장(2022년)